# Charles Edenshaw

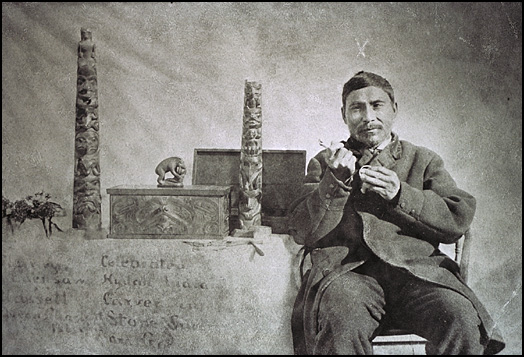
Charles Edenshaw med skulpturer

Charles Edenshaw, eller hövding Tahayren , född 1839 i Skidegate i Haida Gwaii i Kanada, död 1924 i Masset i Haida Gwai i Kanada, var en kanadensisk juvelerare och skulptör av haidafolket.
Charles Edenshaw (namnet också stavat Edensaw och Edenso och på haidaspråket Idɨnsaw ) är känd för sina sniderier i trä och argellit och för smycken och målningar. Han var son till kanotbyggaren K'łajangk'una från Nikwən Qiwe-linjen av korpklanen och Qwa'Kuna (senare Mrs. John Robson) från Sdəłdás-gruppen i örnklanen. Inom Haida råder ett matrilineärt system, och Charles Edenshaw tillhörde därmed örnklanen, där han senare blev hövding.
Charles Edenshaw växte upp i Kiusta and Yatza i den nordvästra delen av ögruppen Haida Gwaii (Queen Charlotte Islands), och bar då Haida-barnnamnet Dahʼégɨn ("Buller i gropen för husgrunden"). Han utbildade sig för sin morbror, konstnären och örnklanes hövding Albert Edward Edenshaw, i Kiusta. Förutom sitt hövdingnamn Idɨnsaw (Edenshaw), som han fick när han vid morbroderns död 1884 efterträdde denne som örnklanens hövding, benämndes han också Skɨl'wxan jas ("Feerna kommer till dig såsom i en stor våg") och Nəngkwigetklałs ("De gav tio potlatchfester för honom").
Charles Edenshaw gjorde bland annat askar, skallror, masker, totempålar och staffs, och arbetade i trä, argillit, guld och silver. Han har fått erkännande inte minst för graveringar i traditionellt formspråk i guld- och silverarbeten. Han gjorde också flera verk på uppdrag, bland annat totempålar för American Museum of Natural History i New York.
Charles Edenshaw gifte sig med Isabella K'woijang från Yahgujanaas-grenen av korpklanen och hade fyra döttrar, Emily White, Agnus Yeltatzie, Florence Edenshaw Davidson och Nora Cogo. Han har via dötterna Emily och Florence flera barnbarnsbarn och barnbarns barnbarn som är samtida konstnärer, bland annat Jim Hart och Reg Davidson.
Charles Edenshaw var en viktig inspirationskälla för den kanadensiska konstnären Bill Reid, vars morfar Charles Gladstone utbildat sig till konstnär för honom och ärvt hans verktyg.